# Współksiążęta Andory
Współksiążęta Andory – dwóch książąt będących kolegialną głową państwa w Księstwie Andory. Współksiążęta reprezentują księstwo na arenie międzynarodowej. Każdy ze współksiążąt jest reprezentowany w Andorze przez osobistego przedstawiciela.
- Współksiążę episkopalny – jest nim biskup hiszpańskiego miasta Seo de Urgel. Jest powoływany i odwoływany przez papieża. Od 2025 jest nim bp Josep-Lluís Serrano Pentinat. Osobistym przedstawicielem biskupa w Andorze jest ks. Josep Maria Mauri.
- Współksiążę francuski (świecki) – jest nim z urzędu prezydent Francji. Jego kadencja jest równa kadencji Prezydenta Francji, obecnie wynosi 5 lat. Od 2017 jest nim Emmanuel Macron.

## Historia
Dwupodmiotowa głowa państwa została ustanowiona w 1278 roku na mocy Traktatu o Wspólnej Suwerenności, zawartego pomiędzy hiszpańskim biskupem Urgell i francuskim hrabią Foix. Prawa hrabiego Foix przeszły na królów Nawarry po śmierci Gastona IV w 1472 i przejęciu obydwu tronów przez jego wnuka Franciszka. Po tym jak król Nawarry Henryk III Burbon został w 1589 królem Francji Henrykiem IV, w 1607 wydał edykt, na mocy którego scedował swe prawa do współrządzenia Andorą na francuski tron. Sukcesorami monarchii francuskiej stali się później republikańscy przywódcy Francji. Prawa biskupa Urgell są nieprzerwanie przekazywane kolejnym osobom obejmującym tę diecezję.

## Kompetencje
Obecnie, na mocy konstytucji z 1993 roku, obydwa podmioty na terytorium Andory reprezentują delegaci, pomimo tego, że zarówno Hiszpania, jak i Francja mają tam swoje ambasady. Prezydent Francji oraz biskup La Seu d'Urgell nie mają prawa weta wobec aktów prawnych uchwalanych przez władzę ustawodawczą, ale zatwierdzają np. umowy międzynarodowe zawierane z ich państwami dotyczącymi m.in. wewnętrznego bezpieczeństwa, obrony, terytorium, reprezentacji dyplomatycznej, sądowej i policyjnej współpracy.

## Król Andory
7 lipca 1934 roku awanturnik Boris Skosyriew zwrócił się do Rady Generalnej, proponując swoją kandydaturę na króla Andory. Po poparciu większości członków Rady ogłosił się królem Borisem I jako regent króla francuskiego. Proklamował tym samym niepodległość księstwa Andory, równocześnie ogłaszając wojnę przeciwko biskupowi z Urgel. Ogłosił wówczas konstytucję księstwa. 20 lipca 1934 roku został aresztowany przez policję hiszpańską i wydalony z kraju.